# Lidia y su hermanito Jaimito
Lidia y su hermanito Jaimito es una serie creada por Joso en 1958 para la revista "Tío Vivo" del sello Der/ Crisol, en España.

## Argumento y personajes
El investigador Juan Antonio Ramírez clasifica a Lidia entre las historietas de solterones de la Escuela Bruguera, como Cucufato Pi (1949), Pilaropo (1956), Rigoberto Picaporte (1957), Golondrino Pérez (1957), Floripondia Piripí (1958), y Guillermo el Conquistador (1958), caracterizados por su insatisfacción sexual. Precisando todavía más, la serie se aleja de los solterones románticos y trasnochados, como Golondrino Pérez y Floripondia Piripí, para enmarcarse entre los propios del desarrollismo, como Guillermo y Rigoberto Picaporte.
El personaje más importante de la serie es, sin embargo, Jaimito, que aleja con sus trastadas a los pretendientes de su hermana, como ocurre con los niños malos del tercero derecha de 13, Rue del Percebe y con La terrible Fifí.